# 沢井製薬
沢井製薬株式会社（さわいせいやく、Sawai Pharmaceutical Co., Ltd.）は、大阪市淀川区宮原に本社を置く医薬品メーカーである。

## 概説
ジェネリック医薬品の製造販売を行っている。
1929年、澤井薬局として創業。1965年に一般用医薬品メーカーから医療用医薬品メーカーへシフトし、1979年に現商号に変更した。
コーポレート・スローガンは、「なによりも患者さんのために」。
2021年4月、ジェネリック医薬品事業とガバナンス体制の一層の強化、新規事業の早急な育成などを主な目的として持株会社へ移行。沢井製薬はサワイグループホールディングスの子会社となる。

## 沿革
＜この節の主な出典：＞
- 1929年（昭和4年）4月 - 大阪市旭区に澤井範平、乃よ（薬剤師）が沢井製薬の前身、澤井薬局を創業する。
- 1948年（昭和23年）7月 - 澤井製薬株式会社が設立される。資本金は195,000円。
- 1961年（昭和36年）- 本社工場に一般薬の生産ラインを設置。
- 1962年（昭和37年）- ニンニクエキスの製法特許を取得し、ニンニクエキス入りビタミン剤「ヨロンP」「アリアロン」発売。医療用にも進出。
- 1965年（昭和40年）- 一般用医薬品メーカーから医療用医薬品メーカーにシフト。
- 1968年（昭和43年）- 大阪第2工場（現・大阪工場）完成。
- 1974年（昭和49年）- 大阪市旭区に本社社屋（当時）完成。本社機能を移転。
- 1978年（昭和53年）- 澤井治郎が代表取締役社長に、澤井弘行が代表取締役専務に就任。
- 1979年（昭和54年）- 商号を沢井製薬株式会社に変更
- 1981年（昭和56年）- 九州工場第1期工事（抗生物質製剤製造設備）完成。
- 1984年（昭和59年）- 研究設備の増設と充実を目的として大阪研究所開設。
- 1985年（昭和60年）- 子会社としてメディサ新薬株式会社を設立。
- 1987年（昭和62年）- 福岡県嘉穂郡（現・飯塚市）にメディサ新薬の九州工場（現・当社第二九州工場）が完成。
- 1988年（昭和63年）- 澤井治郎が代表取締役会長に、澤井弘行が代表取締役社長に就任。
- 1990年（平成2年）- 研究開発部門拡大を目的として研究開発センター新設。
- 1991年（平成3年）- 株式取得により、メディサ新薬株式会社を子会社化。
- 1992年（平成4年）- 北摂三田テクノパーク内に三田工場第1期工事（一般製剤製造設備）完成。
- 1994年（平成6年）- 製剤研究の充実を目的として製剤研究センターを開設。
- 1995年（平成7年）9月 - 株式店頭登録。
- 2000年（平成12年）- 東京証券取引所第二部に上場。
- 2003年（平成15年）- 東京証券取引所第一部に上場。
- 2004年（平成16年）- 新VIS（Visual Identity System）を導入。全国各地区にてテレビCM放映開始。
- 2005年（平成17年）- 関東工場（千葉県茂原市）を日本シエーリング（現・バイエル薬品）より譲受。
- 2006年（平成18年）  
  - メディサ新薬へ住友商事グループが出資。
  - 新社屋を完成。本社・研究所を集約、現在地（大阪市淀川区）に移転。
- 2007年（平成19年）- 関東工場にシリンジ棟新設。
- 2008年（平成20年）- 設立60周年を迎える。澤井光郎専務取締役が社長に就任。澤井弘行社長は会長に就任する。澤井治郎会長は相談役へ。
- 2009年（平成21年）- 製剤研究センター（のちに製剤技術センターに改称）を開設。
- 2010年（平成22年）- 株式取得によりメディサ新薬を完全子会社化。
- 2011年（平成23年）- 抗アレルギー剤「セチリジン塩酸塩OD錠「サワイ」」が、特定非営利活動法人ジェネリック医薬品協議会の最優秀ジェネリック医薬品賞を受賞。
- 2012年（平成24年）- 会社分割によりメディサ新薬の生産事業を吸収し、同社の九州工場を当社の第二九州工場として承継。
- 2013年（平成25年）
  - 関東工場に当社最大規模の新工場を建設。これにより同工場は年間5億錠から40億錠の生産が可能になる。
  - 睡眠導入剤「ゾルピデム酒石酸塩OD錠『サワイ』」がジェネリック医薬品協議会のジェネリック医薬品奨励賞を受賞。
  - 執行役員制度を導入。
- 2014年（平成26年）- 抗血小板薬「シロスタゾールOD錠『サワイ』」が、社団法人日本薬剤学会「旭化成創剤開発技術賞」を受賞。
- 2015年（平成27年）
  - 田辺三菱製薬工場より同社鹿島工場（茨城県神栖市）を譲受。当社鹿島工場として稼働。
  - 大阪府吹田市に開発センターを新設。製剤技術センター（当時）の機能を開発センターへ集約。
- 2016年（平成28年）   
  - 関東工場に隣接する千葉県立茂原工業高等学校跡地を取得。
  - 兵庫県北摂三田テクノパーク内に三田西工場（包装工場）を建設。これにより三田工場、三田西工場を合わせ、年間39億錠から48億錠が生産可能になる。
- 2017年（平成29年）  
  - ピタバスタチン錠が米国食品医薬品局（FDA）より承認取得。日本のジェネリック専業メーカーとして初のパラグラフⅣによる医薬品簡略承認申請（ANDA）の承認を取得。
  - 4月20日 - 米国ミネソタ州に所在するジェネリック医薬品企業であるアップシャー・スミス・ラボラトリーズ（Upsher-Smith Laboratories,LLC.）を総額約1175億円買収すると発表[4]。5月31日に子会社化[5]。
- 2019年（平成31年/令和元年）
  - 創立90周年を迎える。
  - 骨粗鬆症治療剤「ミノドロン酸錠50mg『サワイ』」の包装パッケージが「WorldStar Awards」を受賞。
- 2020年（令和2年）6月23日 - 取締役会で澤井健造取締役専務執行役員を次期代表取締役社長とする役員人事を決定[6]。
- 2021年（令和3年）
  - 4月1日 - 持株会社サワイグループホールディングス株式会社を設立。沢井製薬との間で株式移転を行い、沢井製薬及び子会社は持株会社の子会社になると共に、持株会社が上場[7]。
  - 10月 - 胃炎・胃潰瘍治療剤エカベトナトリウム顆粒66.7％「サワイ」など12成分26品目を販売中止にする方針を固め、同月18日に医療関係者向けサイトで案内を開始[8]。
  - 12月3日 - 品質不正問題が発覚した同業の小林化工から全工場と人員、物流や研究開発拠点の譲渡を受けることを発表[9]。
- 2023年（令和5年）
  - 5月11日 - 取締役会で澤井光郎代表取締役会長を代表取締役会長兼社長とする役員人事を決定[10]。
  - 9月13日 - 胃炎薬の品質試験を不正実施していた疑いが浮上したことから、製造販売業許可を出している大阪府が立ち入り調査[11]。同年10月23日、販売後に行う品質を確認する試験で不正をしていたとして、薬の自主回収を進めていることを発表[12]。
  - 12月1日（予定） - 運用する6工場での品質管理を統一的に行う品質統括部を新設[13]。

## 事業所
- 支店 - 9支店（札幌、仙台、北関東、東京第一、東京第二、名古屋、大阪、広島、福岡）
- 営業所 - 8営業所（千葉、東京西、横浜、静岡、京都、神戸、岡山、熊本）
- 工場 - 6工場（九州、第二九州、三田、三田西、関東、鹿島）

## 提供番組
現在
- UPBEAT!（FM802、月 - 木曜）12:00 - 12:10頃「沢井製薬Presents Heatfull Voice」

- STEP ONE（J-WAVE、月 - 木曜）10:55 - 11:05 頃「SAWAI SEIYAKU SOUND CLINIC」

- BRUNCH STYLE（ZIP-FM、月 - 木曜）10:36 ‐ 10:46 頃「沢井製薬 FAMILY TALKING」

過去
- 医のココロ（毎日放送）※単独提供
- 日曜エンターテインメント（テレビ朝日系、2013年4月 - ）
- NEWS ZERO → news zero（日本テレビ系、2010年4月 - ）※年末年始は休止代替の『NNN NEWS&SPORTS』にスライド提供
- 報道特集（TBS系）
- ウェークアップ!ぷらす → ウェークアップ（読売テレビ製作、日本テレビ系）

CMキャラクターには高橋英樹を起用（2025年3月31日契約満了）。Osaka Metro御堂筋線の東三国駅 - 新大阪駅間の沿線（新御堂筋沿い）にある本社ビルの外壁全体に、高橋の画像が掲示されていた。